# Semoutiers-Montsaon
Semoutiers-Montsaon là một xã thuộc tỉnh Haute-Marne trong vùng Grand Est đông bắc nước Pháp. Xã này nằm ở khu vực có độ cao trung bình 310 mét trên mực nước biển.